# Желина-Больё, Антуан
Антуан Желина-Больё (англ. Antoine Gélinas-Beaulieu; род. 5 мая 1992 года, в Шербруке, провинция Квебек) — канадский Шорт-трекист и конькобежец, участник зимних Олимпийских игр 2022 года, чемпион мира и серебряный призёр чемпионата мира, чемпион Канады в масс-старте и 9-кратный призёр.

## Биография
Антуан Желина-Больё родился в Шербруке, но вырос в Драммондвилле, где и начал кататься на коньках в возрасте 9 лет в ледовом центре "Марсель-Дион". Начинал играть в хоккей, но ему нравилась скорость и скоро он перешёл в скоростное катание. Он начал свою карьеру в шорт-треке, параллельно бегая на лонг-треке.
В январе 2009 года он участвовал впервые на домашнем юниорском чемпионате мира по шорт-треку в Шербруке, где выиграл серебро и бронзу в забегах на 1000 и 1500 м соответственно, а также стал 4-м в сумме многоборья. Но уже через год на чемпионате мира в Тайбэе выиграл серебряную медаль в многоборье и в эстафете. В конькобежном спорте в 2009 году завоевал золото в забеге на 3000 м на чемпионате Северной Америки среди юниоров.
В 2010 году Антуан выиграл юниорский чемпионат Канады в многоборье и на юниорском чемпионате мира по конькобежному спорту в Москве выиграл бронзовые медали на дистанциях 1500, 5000 м и в многоборье. В феврале 2011 года он выиграл три золота на зимних Канадских играх, но из-за непростых отношений с тренером и болезни мононуклеозом наряду с другими проблемами со здоровьем, включая тендинит в колене и чрезмерную усталость в течение двух лет решал эти проблемы, пока в январе 2012 года, после чемпионата Канады прекратил заниматься конькобежным спортом.
С 2012 по 2015 год он пытался найти новые увлечения, такие как путешествия по Азии и работа в съёмочной группе для фильма. В октябре 2015 года вернулся к соревнованиям и участвовал в своей первой гонке Кубка мира в Калгари в ноябре. В сезоне 2017/18 стал полноценно участвовать в Кубке мира и выиграл бронзу на чемпионате Канады в забеге на 1500 м, а в марте 2018 года дебютировал на чемпионате мира в классическом многоборье в Амстердаме.
В сезоне 2018/19 Антуан дважды занимал 3-е место в командном спринте на Кубке мира и в марте на индивидуальном чемпионате мира в Инцелле занял 5-е место в командном спринте, 9-е место на дистанции 1500 м и 21-е на 1000 м. На последовавшем за этим чемпионате мира  в Калгари он занял 1-е место на дистанции 500 м, тем самым заняв 16-е место в общем зачете многоборья.
Наконец в 2020 году на чемпионате мира на отдельных дистанциях в Солт-Лейк-Сити он выиграл бронзовую медаль в масс-старте. После перерыва, связанного с пандемией COVID-19 Желина-Больё участвовал в чемпионате Канады в октябре 2021 года, где завоевал золото в масс-старте и занял 2-е место на дистанции 1500 м и 3-е на 1000 м. В феврале 2022 года Антуан впервые участвовал на зимних Олимпийских играх в Пекине, где занял 15-е место в масс-старте, 22-е место в беге на 1000 м, 23-е на 1500 м и 29-е на 500 м.
В сезоне 2022/23 он участвовал на чемпионате четырёх континентов в Квебеке, где выиграл дистанцию 1500 м и стал 2-м командной гонке, далее на Кубке мира в Калгари занял 3-е место в забеге на 1000 м и в командном спринте, а на этапе в польском Томашув-Мазовецком выиграл командный спринт. В марте 2023 года на чемпионате мира на отдельных дистанциях в Херенвене он завоевал золотую медаль в командном спринте и серебряную в командной гонке, а также дважды стал 7-м в забегах на 1000 и 1500 м.

## Личная жизнь
Антуан Желина-Больё окончил Университет Лаваля в Квебеке с сертификатом по киноведению. Предпочитает каякинг, беговые дорожки, играет на пианино, увлекается рисованием, карточными играми, изготовлением керамики.